# Daucus conchitae
Daucus conchitae är en flockblommig växtart som beskrevs av Werner Rodolfo Greuter. Daucus conchitae ingår i släktet morötter, och familjen flockblommiga växter. Inga underarter finns listade i Catalogue of Life.